# Terminatie
De laatste fase in een chemische kettingreactie wordt terminatie genoemd. Deze fase bestaat uit stappen waarbij reactieve tussenproducten worden gedeactiveerd of vernietigd. Zo wordt een eind aan de keten gemaakt.

## Voorbeelden
Bij de reactie van een alkaan met een halogeen, bijvoorbeeld die van methaan en chloor, is terminatie de combinatie van twee vrije radicalen, (zie ook radicalaire halogenering):

Terminatiestappen bij de reactie van chloor en methaan

De laatste terminatie-mogelijkheid verklaart ook het ontstaan van kleine hoeveelheden ethaan tijdens de via een radicaalreactie verlopende bereiding van de chloormethanen uit chloor en methaan.

Bij ketting- of additiepolymerisatie zijn er twee mogelijkheden voor terminatie:
1. Combinatie van radicalen:
{\displaystyle {\ce {2R-[H2C-CH2]_{n}\bullet ->R-[H2C-CH2]_{2n}-R}}}
2. Disproportionering:
{\displaystyle {\ce {2R-[H2C-CH2]_{n}\bullet ->R-[H2C-CH2]_{n-1}-CH2-CH3+R-[H2C-CH2]_{n-1}-CH=CH2}}}.[4]